# 山川興行部
山川興行部（やまかわこうぎょうぶ、1914年 設立 - 1917年 活動休止）は、かつて存在した大阪の映画会社である。「天然色活動写真」（天活）の創業者のひとりである山川吉太郎が設立した映画配給会社で、天活の関西の興行を委任された。一時、映画の製作も行った。

## 略歴・概要
1914年（大正3年）3月17日、東京の小林喜三郎の「常盤商会」と大阪の山川吉太郎の「東洋商会」が協力して、「カラー映画」の製作・配給をすべく創立した天活だが、同年9月、小林も山川も一度辞職し、天活の興行権を東西に分けて委任されるべく、小林は「小林商会」を設立し、山川が設立したのがこの「山川興行部」であった。
どちらもそれぞれ独自の映画製作や「連鎖劇」興行を行ったが、小林商会が天活から多くの現代劇の俳優を引き抜いたのに対し、山川はあらたな人材を発掘、製作と興行を打った。
また同時期に、「天活」での活動に平行して山川は大阪で一大事業を行っていた。「ミナミの大火」（1912年1月16日）被災の2年後の1914年5月、南海電気鉄道社長に声をかけられ、現在の千日前通にあたる電車通りに新しくできた「千日前交差点」の南西隅に、劇場・演芸場・レジャーの殿堂「楽天地」を建設した。同年7月にオープンし、大盛況を極めた。「山川興行部」製作の映画もこの楽天地で上映された。
1917年になると小林商会はまるでライヴァルであるかのように「天活」に挑戦してきたが、1917年内に小林商会は倒産、「山川興行部」も興行に専念した。山川自身は「天活」に復帰し、「天活」が1916年に建設、開所した大阪郊外の「天然色活動写真小阪撮影所」（現在の東大阪市）を稼動させ、「山川興行部」で製作したような映画を、同じ俳優たちで、「天活大阪作品」として製作していった。

## フィルモグラフィ
1917年製作作品
- 春の辰巳 ※1月1日、浅草日本館ほか

出演村田正雄、熊谷武雄、花園薫、原田好太郎、桜井武夫、東猛夫
- 曙の歌 ※1月9日、大阪楽天地ほか

出演村田正雄、熊谷武雄、花園薫、原田好太郎、桜井武夫、東猛夫、志賀靖郎
- みだれ丁字横櫛お辰 ※1月9日、大阪敷島倶楽部ほか

出演秋山十郎、国沢悟郎、松見信夫、藤原一馬、山田九州男
- 文明の復讐 ※1月19日、大阪楽天地ほか

出演村田正雄、熊谷武雄、花園薫、原田好太郎、桜井武夫、東猛夫、志賀靖郎
- かげひなた ※2月1日、大阪楽天地ほか

村田正雄、熊谷武雄、花園薫、国松一、原田好太郎、桜井武夫、村田高一、東猛夫、宍戸熊介、志賀靖郎